# (20460) Robwhiteley
(20460) Robwhiteley (1999 LO28) – planetoida z grupy Amora okrążająca Słońce w ciągu 2,57 lat w średniej odległości 1,88 j.a. Została odkryta 13 czerwca 1999 roku w programie Catalina Sky Survey.